# Wimbledon Championships 1990
Die 104. Wimbledon Championships fanden vom 25. Juni bis zum 8. Juli 1990 in London, Großbritannien statt. Ausrichter war der All England Lawn Tennis and Croquet Club.

## Herreneinzel

### Setzliste
| Nr. | Spieler          | Erreichte Runde |
| --- | ---------------- | --------------- |
| 01. | Ivan Lendl       | Halbfinale      |
| 02. | Boris Becker     | Finale          |
| 03. | Stefan Edberg    | Sieg            |
| 04. | John McEnroe     | 1. Runde        |
| 05. | Andrés Gómez     | 1. Runde        |
| 06. | Tim Mayotte      | 1. Runde        |
| 07. | Brad Gilbert     | Viertelfinale   |
| 08. | Aaron Krickstein | Rückzug         |

| Nr. | Spieler        | Erreichte Runde |
| --- | -------------- | --------------- |
| 09. | Jim Courier    | 3. Runde        |
| 10. | Jonas Svensson | 3. Runde        |
| 11. | Guy Forget     | Achtelfinale    |
| 12. | Pete Sampras   | 1. Runde        |
| 13. | Michael Chang  | Achtelfinale    |
| 14. | Petr Korda     | 1. Runde        |
| 15. | Henri Leconte  | 2. Runde        |
| 16. | Yannick Noah   | 1. Runde        |

## Dameneinzel

### Setzliste
| Nr. | Spielerin                 | Erreichte Runde |
| --- | ------------------------- | --------------- |
| 01. | Steffi Graf               | Halbfinale      |
| 02. | Martina Navratilova       | Sieg            |
| 03. | Monica Seles              | Viertelfinale   |
| 04. | Gabriela Sabatini         | Halbfinale      |
| 05. | Zina Garrison             | Finale          |
| 06. | Arantxa Sánchez Vicario   | 1. Runde        |
| 07. | Katerina Maleewa          | Viertelfinale   |
| 08. | Manuela Maleeva-Fragnière | 1. Runde        |

| Nr. | Spielerin                 | Erreichte Runde |
| --- | ------------------------- | --------------- |
| 09. | Mary Joe Fernández        | Rückzug         |
| 10. | Helena Suková             | Achtelfinale    |
| 11. | Natallja Swerawa          | Viertelfinale   |
| 12. | Jennifer Capriati         | Achtelfinale    |
| 13. | Jana Novotná              | Viertelfinale   |
| 14. | Judith Wiesner            | Achtelfinale    |
| 15. | Rosalyn Fairbank-Nideffer | 2. Runde        |
| 16. | Barbara Paulus            | 1. Runde        |

## Herrendoppel

### Setzliste
| Nr. | Paarung                       | Erreichte Runde |
| --- | ----------------------------- | --------------- |
| 01. | Rick Leach Jim Pugh           | Sieg            |
| 02. | Pieter Aldrich Danie Visser   | Finale          |
| 03. | John Fitzgerald Anders Järryd | 1. Runde        |
| 04. | Scott Davis David Pate        | 2. Runde        |
| 05. | Petr Korda Tomáš Šmíd         | 2. Runde        |
| 06. | Grant Connell Glenn Michibata | Viertelfinale   |
| 07. | Guy Forget Jakob Hlasek       | Achtelfinale    |
| 08. | Ken Flach Robert Seguso       | Viertelfinale   |

| Nr. | Paarung                            | Erreichte Runde |
| --- | ---------------------------------- | --------------- |
| 09. | Darren Cahill Mark Kratzmann       | 1. Runde        |
| 10. | Jim Grabb Patrick McEnroe          | Achtelfinale    |
| 11. | Neil Broad Gary Muller             | 2. Runde        |
| 12. | Udo Riglewski Michael Stich        | 2. Runde        |
| 13. | Gustavo Luza Cássio Motta          | 2. Runde        |
| 14. | Jeremy Bates Kevin Curren          | Viertelfinale   |
| 15. | Glenn Layendecker Richey Reneberg  | 1. Runde        |
| 16. | Patrick Galbraith David Macpherson | 2. Runde        |

## Damendoppel

### Setzliste
| Nr. | Paarung                              | Erreichte Runde |
| --- | ------------------------------------ | --------------- |
| 01. | Jana Novotná Helena Suková           | Sieg            |
| 02. | Gigi Fernández Martina Navratilova   | Viertelfinale   |
| 03. | Laryssa Sawtschenko Natallja Swerawa | Halbfinale      |
| 04. | Mary Joe Fernández Betsy Nagelsen    | Rückzug         |
| 05. | Nicole Provis Elna Reinach           | Achtelfinale    |
| 06. | Kathy Jordan Elizabeth Smylie        | Finale          |
| 07. | Mercedes Paz Arantxa Sánchez Vicario | Viertelfinale   |
| 08. | Steffi Graf Gabriela Sabatini        | Viertelfinale   |

| Nr. | Paarung                                | Erreichte Runde |
| --- | -------------------------------------- | --------------- |
| 09. | Katrina Adams Lori McNeil              | Achtelfinale    |
| 10. | Patty Fendick Zina Garrison            | Halbfinale      |
| 11. | Elise Burgin Rosalyn Fairbank-Nideffer | Achtelfinale    |
| 12. | Jill Hetherington Robin White          | Viertelfinale   |
| 13. | Anne Smith Wendy Turnbull              | Achtelfinale    |
| 14. | Natalija Medwedjewa Leila Mes’chi      | 2. Runde        |
| 15. | Mary-Lou Daniels Wendy Prausa          | Achtelfinale    |
| 16. | Lise Gregory Gretchen Magers           | Achtelfinale    |

## Mixed

### Setzliste
| Nr. | Paarung                          | Erreichte Runde |
| --- | -------------------------------- | --------------- |
| 01. | Jana Novotná Jim Pugh            | Halbfinale      |
| 02. | Elna Reinach Pieter Aldrich      | Viertelfinale   |
| 03. | Zina Garrison Rick Leach         | Sieg            |
| 04. | Elizabeth Smylie John Fitzgerald | Finale          |
| 05. | Helena Suková Tomáš Šmíd         | 1. Runde        |
| 06. | Rosalyn Fairbank Danie Visser    | Viertelfinale   |
| 07. | Kathy Jordan Cássio Motta        | 2. Runde        |
| 08. | Brenda Schultz Mark Kratzmann    | 1. Runde        |

| Nr. | Paarung                               | Erreichte Runde |
| --- | ------------------------------------- | --------------- |
| 09. | Gigi Fernández Darren Cahill          | Achtelfinale    |
| 10. | Lori McNeil Robert Seguso             | Achtelfinale    |
| 11. | Meredith McGrath Patrick McEnroe      | 2. Runde        |
| 12. | Elise Burgin Kelly Jones              | 2. Runde        |
| 13. | Arantxa Sánchez Vicario Paul Annacone | Achtelfinale    |
| 14. | Nicole Provis Todd Woodbridge         | Achtelfinale    |
| 15. | Hana Mandlíková Mark Woodforde        | 2. Runde        |
| 16. | Manon Bollegraf Tom Nijssen           | Achtelfinale    |